# Mullur, Sindhnur
Mullur là một làng thuộc tehsil Sindhnur, huyện Raichur, bang Karnataka, Ấn Độ.